# Matawinie
A Regionalidade Municipal do Condado de Matawinie está situada na região de Lanaudière na província canadense de Quebec. Com uma área de mais de nove mil quilómetros quadrados, tem, segundo o censo de 2006, uma população de quase cinquenta mil pessoas sendo comandada pelo município de Rawdon. Ela é composta por 27 municipalidades: 13 municípios, 2 freguesias e 12 territórios não organizados.

## Municipalidades

### Municípios
- Chertsey
- Entrelacs
- Notre-Dame-de-la-Merci
- Rawdon
- Saint-Alphonse-Rodriguez
- Sainte-Béatrix
- Saint-Donat
- Sainte-Émélie-de-l'Énergie
- Saint-Félix-de-Valois
- Saint-Jean-de-Matha
- Sainte-Marcelline-de-Kildare
- Saint-Michel-des-Saints
- Saint-Zénon

### Freguesias
- Saint-Côme
- Saint-Damien

### Territórios não organizados
- Baie-Atibenne
- Baie-de-la-Bouteille
- Baie-Obaoca
- Lac-Cabasta
- Lac-des-Dix-Milles
- Lac-Devenyns
- Lac-du-Taureau
- Lac-Legendre
- Lac-Matawin
- Lac-Minaki
- Lac-Santé
- Saint-Guillaume-Nord

## Região Autônoma
A reserva indígena de Manawan não é membro do MRC, mas seu território está encravado nele.